# روز نکسه

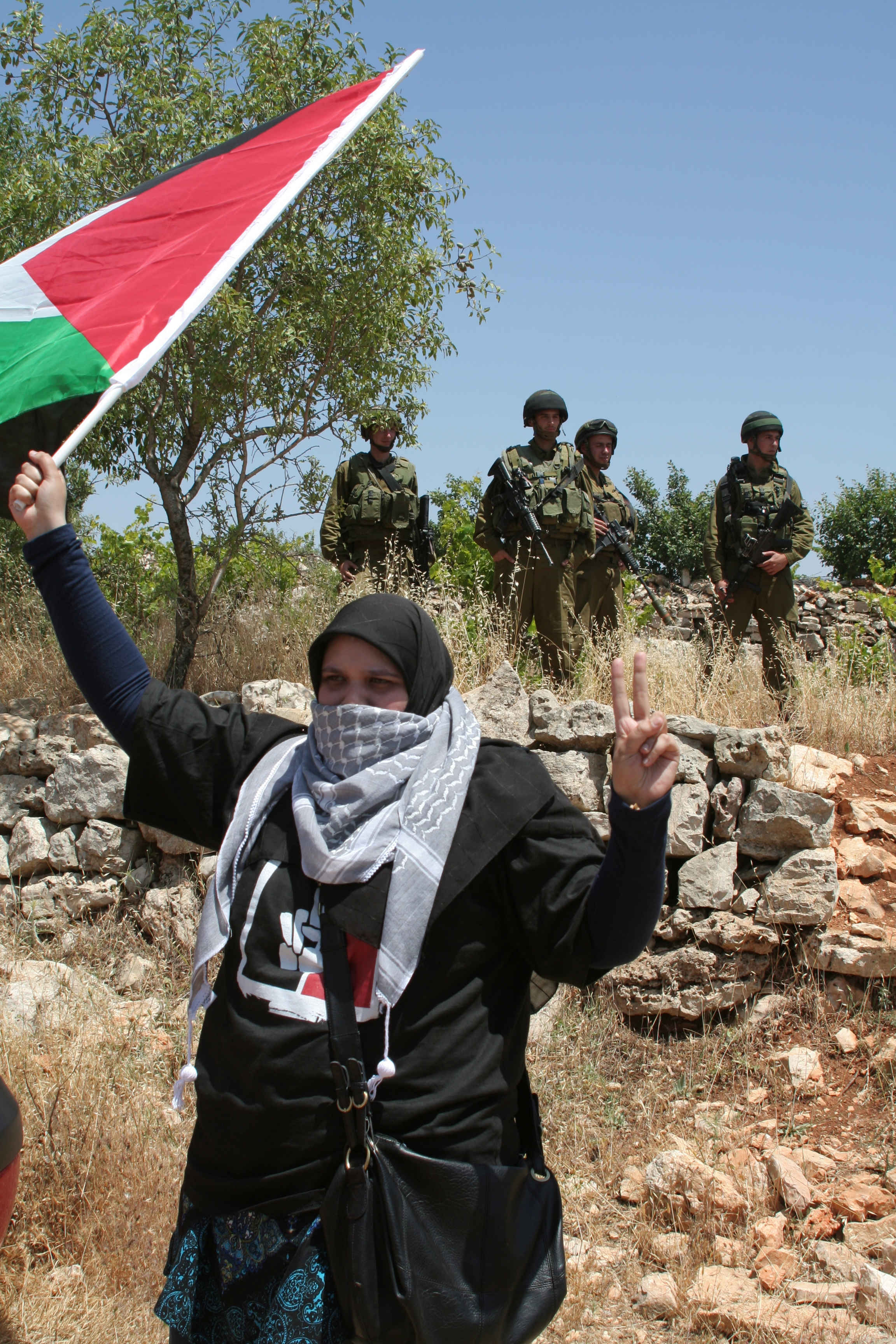
یک فعال به مناسبت یوم النکسه در حال اعتراض در بیت امر است.

روز نکسه یا روز شکست (۵ ژوئن ۱۹۶۷) (عربی: یوم النکسة) سالروز شکست کشورهای عربی از اسرائیل در جنگ شش روزه سال ۱۹۶۷ است که با آوارگی مردم فلسطین همراه شد. به عنوان یکی از نتایج جنگ، اسرائیل کنترل کرانه باختری و نوار غزه را که پیش از آن ضمیمه اردن شده و توسط مصر کنترل می‌شد، به دست گرفت.
اولین جابجایی، که به نام نکسه شناخته می‌شود، در طول جنگ سال ۱۹۴۸ و پس از آن صورت گرفت. این رویداد هر ساله در روز نکبت در ۱۵ مه یادآدوری می‌شود.

## پیش زمینه
در سال ۱۹۶۷ جنگی میان اسرائیل و کشورهای عربی مصر، سوریه، اردن و عراق روی داد که به جنگ شش روزه معروف شد. این جنگ از ۵ ژوئن آغاز شد و تا ۱۰ ژوئن ۱۹۶۷ (۱۳۴۶ خورشیدی) ادامه یافت. این جنگ منجر به کشته شدن ۱۵ تا ۲۵ هزار عرب شد و در نهایت تل‌آویو «بیت المقدس، نوار غزه، کرانه باختری رود اردن، بلندی‌های جولان و صحرای سینا» را اشغال کرد.
در ۱۱ ژوئن قرارداد آتش‌بسی به پیشنهاد اعراب با اسرائیل به امضاء رسید که به این ترتیب با شکست اعراب مساحت سرزمین‌های تحت تصرف اسرائیل سه برابر شد و در حدود یک میلیون عرب که در مناطق اشغال‌شده زندگی می‌کردند به کنترل مستقیم اسرائیل درآمدند.
روز نکسه یا یوم النکسه سالروز شکست کشورهای عربی در جنگ شش روزه با اسرائیل است. روز شروع این جنگ یعنی ۵ ژوئن، هرساله به عنوان یادروز به اشغال درآمدن بخشی از سرزمین‌های فلسطین، اردن و سوریه توسط اسرائیل، زنده نگه داشته می‌شود.